# Barbus boboi
Barbus boboi е вид лъчеперка от семейство Шаранови (Cyprinidae). Видът е критично застрашен от изчезване.

## Разпространение
Разпространен е в Либерия.

## Описание
На дължина достигат до 5,2 cm.